# Manifestations du Wisconsin de 2011
Les manifestations du Wisconsin de 2011 sont d'importants mouvements sociaux qui ont opposé, à partir du 14 février 2011, des fonctionnaires de l'État américain du Wisconsin au gouvernement du gouverneur républicain Scott Walker. C’est le plus important mouvement social qu'ait connu les États-Unis depuis 75 ans.
Le conflit social a porté sur la politique budgétaire du nouveau gouvernement qui prévoit, au travers d'une loi budgétaire relative aux finances publiques, de faire contribuer les fonctionnaires du Wisconsin à hauteur de 5,8 % à leur cotisation de retraites, et à hauteur de 12,6 % (contre 6 % auparavant) à leur assurance-maladie. Le projet de loi prévoit également une réduction du droit de négociation de conventions collectives par les syndicats de fonctionnaires.
Le mouvement a consisté en différentes manifestations, certaines rassemblant jusqu'à 100 000 personnes, principalement autour et aux alentours du Capitole, dans la ville de Madison, mais également dans les villes de Milwaukee, de Green Bay, et sur les campus des universités du Wisconsin–Madison et du Wisconsin–Milwaukee ; il a vu l'occupation plusieurs jours durant du Capitole du Wisconsin, suivie d'une évacuation des manifestants par les forces de l'ordre ; et la fuite hors des frontières de l'État, durant trois semaines, de quatorze sénateurs du Parti démocrate, afin d'empêcher le vote de la loi par quorum non atteint.
Le 9 mars, les républicains modifient le projet de loi afin que sa ratification ne requière pas la présence des élus démocrates. Le projet est adopté au Sénat par 18 voix contre 1. Le 10 mars, la loi est approuvée à l'Assemblée de l'État du Wisconsin par 53 voix contre 42. La nouvelle loi ainsi adoptée limite le droit à la négociation collective des salaires, supprime la perception automatique des cotisations syndicales et oblige la tenue d'un vote syndical tous les ans pour valider la légitimité des accréditations.
Quelques jours plus tard, un juge de la Wisconsin Circuit Court suspend son application estimant qu'elle a été votée de manière non conforme. En juin, la cour suprême de l'État invalide cette décision et permet l'entrée en vigueur de la loi

## Chronologie

### Janvier-février
Dans un premier temps, les impôts sur les entreprises et sur les plus hauts revenus sont réduits par le gouverneur Walker. Ensuite, le gouverneur rédige une la loi de finances rectificative, pour combler un déficit prévisible de 3,6 milliards de dollars. Parmi les mesures prévues, les recettes devaient être augmentées par des contributions prélevées sur les salaires des fonctionnaires du Wisconsin à hauteur de 5,8 % pour leur cotisation de retraites, et à hauteur de 12,6 % (contre 6 % auparavant) leur assurance-maladie. L’un des objectifs avoués de la loi est la destruction des syndicats, comme l’a montré une interview-piège téléphonique réalisée par un journaliste se faisant passer pour David Koch, l'un des frères Koch fondateurs de Koch Industries, milliardaire et donateur de la campagne électorale du gouverneur Walker,,. Certains articles prévoient :
- des élections annuelles au sein des syndicats ;
- l’interdiction du paiement des cotisations par prélèvement automatique ;
- la possibilité d’avoir une carte syndicale et les avantages afférents, sans cotiser ;
- la non-compétence des syndicats pour la négociation des augmentations de salaire et les conventions collectives (sauf pour les syndicats de policiers et de pompiers) ;
- le plafonnement des augmentations de salaire au niveau de l’inflation.

Cette loi, visant à affaiblir les syndicats du secteur public, entraînerait leur disparition. Publiquement, le gouverneur Walker rend les syndicats responsables des déficits, et refuse une proposition du camp démocrate, acceptant les hausses de cotisations sociales mais écartant la suppression de la négociation collective.
Les manifestations commencent le 14 février, certaines rassemblant jusqu'à 150 000 personnes. Les manifestations ont lieu principalement devant le Capitole du Wisconsin à Madison, occupé pendant plusieurs jours, mais aussi dans de plus petites villes, comme  Milwaukee, Green Bay et d’autres, ainsi que sur les campus de l’université du Wisconsin–Madison et celle de UW Milwaukee. Les participants sont des fonctionnaires d’État ou municipaux, mais aussi des salariés du privé, des agriculteurs et des étudiants. L’un des slogans était « Debout, comme les Égyptiens ! » (en anglais : Stand up, like Egyptians !). Le mouvement a aussi vu la fuite hors des frontières de l’État, durant trois semaines, de quatorze sénateurs du Parti démocrate, afin d'empêcher le vote de la loi par quorum non atteint.

### Mars
Le 9 mars, les républicains modifient le projet de loi et l'expurgent de toutes ses mesures fiscales, afin que sa ratification ne requière pas la présence des élus démocrates. Le projet est alors voté au Sénat par 18 voix contre 1. Le lendemain 10 mars, la loi est approuvée à l'Assemblée de l'État du Wisconsin par 53 voix contre 42, mais est attaquée devant la justice, car l’affichage informant le public de la séance 24 heures à l’avance n’a pas été effectué. Malgré un premier arrêt favorable, le Legislative Reference Bureau contourne le bureau du Secrétaire d’État et publie officiellement la loi sur les négociations collectives, rendant ainsi la loi applicable, selon les républicains. Ce point de vue est critiqué par le professeur de droit constitutionnel Edward Fallone, pour lequel le Legislative Reference Bureau, qui est une bibliothèque de recherche, n’a pas le pouvoir de publier des projets de loi votés et d’en faire des lois applicables. Avis suivi par le juge Sumi, selon lequel les fonctionnaires qui essaieraient de mettre en œuvre le projet de loi (et non la loi) risquent des sanctions légales.
Le 12 mars, les sénateurs démocrates rentrent au Wisconsin, accueillis par plus de 150 000 personnes.

### Avril
Des procédures de « recall » (révocation populaire) sont lancées contre huit sénateurs républicains ; en réplique, le parti républicain en a lancé contre les sénateurs démocrates absents lors des votes, mais, selon le Monde diplomatique, l’opinion publique est largement en leur faveur. En fait, les sondages sont contradictoires en fonction de la question posée aux sondés,.

### Juin 2011
La Cour suprême invalide la décision de mars du juge Sumi et entérine la mise en œuvre de la loi. Le nombre de manifestants diminue fortement lors du rassemblement organisé par les syndicats devant le Capitole le 16 juin.

## Mouvements similaires
Les partis républicains de différents États projettent des lois similaires, et des mouvements de protestation similaires ont lieu à Harrisburg (en Pennsylvanie), Richmond (en Virginie), Boise (en Idaho), Montpelier (dans le Vermont) et à Columbus (Ohio). Ailleurs dans le pays, des manifestations de soutien ont lieu notamment à San Francisco, Los Angeles, Denver, Chicago, New York et Boston.

## Conséquences

### Conséquences politiques
Les élections pour le poste d'un juge de la Cour suprême le 5 avril 2011 sont l'occasion de démontrer ce soutien populaire à l'un ou l'autre camp. Ce scrutin opposant la démocrate JoAnne Kloppenburg au juge républicain sortant, le conservateur David Prosser, soutenu par Sarah Palin, devient un véritable référendum sur la lutte nationale concernant les droits des travailleurs syndiqués. Cette élection devient alors la plus coûteuse de l'histoire de l'État. Au soir du 5 avril, Kloppenburg revendique prématurément la victoire par tout juste 204 voix d'avance (0,2 %) avant que la tendance ne s'inverse à la suite d'un recomptage et que la victoire ne soit accordée au candidat républicain par plus de 7 000 voix d'avance. Les résultats, contestés par les démocrates puis soumis à recomptage, sont confirmés par l’État en mai 2011,,,,.
Le 3 mai, les 3 sièges vacants de représentants républicains à l'Assemblée sont l'objet d'élections partielles. Deux des sièges sont aisément remportés par les républicains avec plus de 70 % des suffrages tandis que le 3e est remporté par le candidat démocrate avec 54 % des voix. En conséquence, le rapport de force à l'assemblée reste inchangé à un siège près.
Parallèlement, 6 sénateurs (6 républicains et 3 démocrates) dont la base électorale est fragile, font l'objet d'une procédure de recall et doivent retourner devant les électeurs les 19 juillet, 9 août et 16 août 2011[réf. souhaitée]. L'espoir des démocrates, des progressistes et des opposants au gouverneur Walker, est de faire basculer au moins 4 sièges du Sénat du Wisconsin pour changer la configuration politique du Sénat (3 pour être à égalité). Or, sur les 6 sièges républicains en jeu le 9 août 2011, les démocrates ne parviennent à en ravir que deux dont l'un de justesse. Les deux derniers sénateurs à repasser devant les électeurs le 16 août étant tous deux démocrates, le sénat garde alors sa configuration à majorité républicaine.
En juin 2012, faisant face à une procédure de recall (rappel), le gouverneur Scott Walker mais aussi le gouverneur adjoint, Rebecca Kleefisch, et avec trois sénateurs républicains sur quatre réélus avec de larges majorités. Scott Walker est notamment confirmé à sa fonction avec 59 % des voix face au candidat démocrate Tom Barrett. Cette élection était considérée comme un référendum test sur la politique sociale de Walker et sur l'influence du mouvement du Tea party. Seuls deux autres gouverneurs avaient par le passé été confrontés à une telle procédure et avaient été démis par leurs électeurs. La seule sénatrice démocrate élue est Tammy Baldwin, proche des milieux qui ont protesté pendant le mouvement.

### Conséquences sociales
La classe ouvrière, s'est mobilisée pour sauvegarder les dernières lois les protégeant, alors qu’elles soutenaient depuis des décennies les républicains qui défaisaient progressivement l’État-providence. La durée et l’ampleur du conflit en ont fait un évènement national ; le thème de la grève générale, jamais abordé aux États-Unis même lors des révolutions tunisienne et égyptienne, a été discuté à la télévision américaine, ce qui n’était pas arrivé depuis des décennies.
Des projets de loi similaires prévus en Floride et au New Jersey sont encore en cours de discussions à un stade peu avancé entre les gouverneurs et les syndicats. D'autres États ont entamé des procédures législatives pour adopter des lois similaires en Ohio et en Iowa.